# 军情观察室
军情观察室（英语：Obseravation Post Of Military Situation）是香港凤凰卫视的军事新闻评论节目，于2003年开播，最初是伊拉克战争的特别节目《海湾最前线》中的一个重要环节，播出则是从战前准备到战争结束。2004年起成为常态节目播出，属于凤凰冲击播时段，现时是凤凰卫视重要的节目之一，也是凤凰卫视收视率较高的节目之一。

## 冠名
- 2004年，节目由坚美铝材特约。
- 2005年，节目由徐工集团特约。同时连同68℃五粮液一统天赞助。
- 2006年到2007年7月，节目由一品梅赞助。同时2007年开始联合ITAT服装网赞助，2007年7月后ITAT服装网仍赞助，并连同斯柯达汽车赞助。

- 2008年6月-2009年，节目由帝豪特约。2009年之前同时连同剑南春和斯柯达汽车赞助。
- 2010年，节目由黄金叶特约。同时从年初到8月25都是和景田百岁山赞助，此日之后增加了赞助商上海大众斯柯达。而不久景田百岁山取消赞助。
- 2011年-2012年，节目由美的中央空调特约。2011年1月到9月景田百岁山也赞助了节目。而2012年6月开始习酒窖藏1988赞助了节目。
- 2013年，节目由华仁太医药业特约。同时连同习酒窖藏1988和阿里山文化播出。
- 2014-2016年，节目由东风标致特约。
- 2017年起，本節目無任何冠名贊助商。

## 播出时间
《军情观察室》播出时间如下：
- 凤凰卫视中文台：香港时间星期三20：30-21：00首播，次日03：00-03：30和16：00-16：30重播。
- 凤凰卫视欧洲台：格林尼治时间星期三20：30首播，次日04：30、周日05:55重播。
- 凤凰卫视美洲台：美国西岸时间星期三11：35和22：00。
- 凤凰卫视澳洲版：悉尼时间星期四05：30和13：30、星期日14:55。

## 历史
- 2003年，因伊拉克战争爆发，凤凰卫视开播特别节目《海湾最前线》。该特备节目中的一个重要环节是《军情观察室》。节目名称是由凤凰卫视董事局主席、行政总裁刘长乐亲自拟定。
- 2004年，该节目成为常态节目。
- 2005年、2012年，节目进行了改版。
- 2013年，为迎来节目开播10周年，节目进行了重大改版，节目现场增加了战争游戏[2]的特效。
- 2014年，万俊正式担任节目新的主持人，董嘉耀继续担任节目“总司令”。[3]

## 主要环节
- 军情叠报（包括焦点分析）
- 军情互动

## 职员
- 董嘉耀（主持人，总司令）
- 万俊（主持人）
- 王峰  （主持人）
- 马鼎盛（评论员，代班主持人）
- 宋兆文（特邀军事评论员）
- 徐光裕（特邀军事评论员）
- 林长盛（特邀军事评论员）
- 毛峰（特邀军事评论员）